# 孔溪乡
孔溪乡，是中华人民共和国四川省广元市青川县曾经下辖的一个乡。2019年12月，撤销孔溪乡，将其所属行政区域划归乔庄镇管辖。

## 行政区划
孔溪乡撤销前下辖以下地区：
花园社区、青锋村社区村、弓家河村、碓坪村、三盘村、遥林村、合心村、红岩村和中林村。